# Václav Vochoska
Václav Vochoska (26. července 1955, České Budějovice) je český veslař, reprezentant Československa, olympionik, který získal dvě bronzové medaile z Olympijských her. V Montrealu 1976 získal bronzovou medaili v párové čtyřce a v Moskvě 1980 také bronz ve dvojskifu. Z veslařských mistrovství světa má pak jak stříbrné, tak bronzovou medaili.

## Účast na LOH
- LOH 1976 - 3. místo
- LOH 1980 - 3. místo